# Pociąg pancerny Legii Cudzoziemskiej

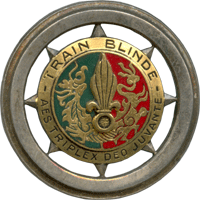
Odznaka pociągu pancernego Legii Cudzoziemskiej

"Pociąg pancerny Legii Cudzoziemskiej" – pociąg pancerny 2 Cudzoziemskiego Pułku Piechoty (Legii Cudzoziemskiej) podczas I wojny indochińskiej i przeznaczony do walki z grupami Việt Minhu Załoga pociągu liczyła 100 żołnierzy.
Pociąg został wybudowany w 1948. Oddział miał za zadanie transportowanie zaopatrzenia dla Francuskich Sił Zbrojnych w Indochinach oraz ochranianie linii kolejowej "Transindochinois". Uzbrojony był w 8 karabinów maszynowych, 1 działo 40 mm, 1 działko 20 mm oraz granatnik i moździerz (60 i 81 mm). Skład pociągu był następujący:
- 2 lokomotywy
- 1 wóz dowodzenia
- 8 pojazdów bojowych
- 2 pojazdy inżynieryjne (pojazdy te transportowały głównie szyny do napraw zniszczonych torów)
- 1 ambulans
- 2 pojazdy pilotujące (pojazdy te zabezpieczały przód pociągu przed najazdem na minę)